# Чемпионат Казахстана по футболу среди женщин 2015
XVI Чемпионат Казахстана по футболу среди женщин стартует 16 апреля 2015 года. Чемпионский титул защищает команда «БИИК-Казыгурт» (Шымкент).

## Регламент

### Участие лучших команд веврокубках
По состоянию на начало чемпионата квота Казахстана на участие в еврокубках была следующей:
| Место | Турнир                           | Начало выступления |
| ----- | -------------------------------- | ------------------ |
| 1     | Лига чемпионов УЕФА среди женщин | 1/16 финала        |

### Участники чемпионата
- Участниками чемпионата могут быть только клубы, являющихся юридическими лицами, в соответствии с действующим законодательством Республики Казахстан, обязующиеся соблюдать и выполнять требования уставов, регламентов и иных положений FIFA, UEFA и ФФК и получившие соответствующее разрешение ФФК.
- Состав участников чемпионата среди женских клубов (команд) определяется Исполкомом.
- К участию в Чемпионате РК допускаются только игроки и официальные лица клуба, имеющие удостоверения участника, выданные ОЖФ.
- В случае если команда исключается (снимается) из состава участников Чемпионата РК, место исключенной команды остается вакантным до окончания Чемпионата РК.
- Клубы (команды), участники соревнований, обязаны направить в ФФК письменное подтверждение своего участия в сроки, установленные ФФК.
- Если клуб (команда), которая снимается (исключается) с соревнования, провела половину и менее матчей в соревновании, то её результат аннулируется. В случае проведения командой более половины матчей ей засчитываются поражения в оставшихся матчах, а командам-соперницам присуждаются победы.

### Определение мест в случае равенства очков
В случае равенства очков у двух и более команд, места определяются следующим образом:
- по наибольшему числу побед во всех матчах.
- по результатам игры между собой.
- по лучшей разности забитых и пропущенных мячей во всех матчах.
- по наибольшему числу забитых мячей во всех матчах.
- по наименьшему числу нарушений, занесенных в протоколы матчей (предупреждение – 1 штрафное очко, удаление – 5 штрафных очков).

Все показатели в настоящем пункте указаны в порядке приоритетности, т.е. приоритет при подсчете отдается предшествующему показателю.
В случае абсолютного равенства всех показателей, места команд определяются жребием.

### Требования к составам команд
- В состав одной команды допускаются внесение не более 9-ти легионеров, 5 из которых имеют право одновременного участия в матче. В случае нарушения требований настоящего пункта, к клубу (команде) применяются санкции в соответствии с Дисциплинарным регламентом.
- При проведении соревнований ФФК в протокол матча может быть внесено не более 11 основных и 7 запасных игроков. В ходе матчей Чемпионат РК разрешаются замены не более 7-ми игроков, внесенных в протокол матча.

### Периоды регистрации игроков
Регистрационные периоды, то есть сроки, в которые разрешается переход игроков из команды в команду и заявка новых игроков, установлены следующим образом:
- 1-й период — с 1 марта до 1 мая (до 24:00 ч. времени Астаны);
- 2-й период — с 20 июля до 9 августа (до 24:00 ч. времени Астаны);

## Участники

### Стадионы
| Клуб          | Город    | Стадион                | Вместимость | Макс. посещаемость | Общ. посещаемость | КИ | Сред. посещаемость |
| ------------- | -------- | ---------------------- | ----------- | ------------------ | ----------------- | -- | ------------------ |
| БИИК-Казыгурт | Шымкент  | ФЦ БИИК                | 3,000       | 150                | 680               | 8  | 85                 |
| БИИК-СДЮСШ №7 | Шымкент  | ФЦ Намыс               | 3,000       | 250                | 750               | 8  | 93,75              |
| Кокше         | Кокшетау | Жастар                 | 3,000       | 100                | 800               | 8  | 100                |
| ОДЮСШ №2      | Актобе   | КазНАУ им. Жарылгапова | 3,000       | 100                | 600               | 8  | 75                 |
| СШВСМ-Барыс   | Алматы   | КазНАУ им. Жарылгапова | 3,000       | 100                | 450               | 6  | 75                 |

### Тренеры, поставщики формы и спонсоры
| Клуб          | Главный тренер  | Поставщик формы | Главный спонсор                   |
| ------------- | --------------- | --------------- | --------------------------------- |
| БИИК-Казыгурт | Калоян Петков   | Saller          | Акимат Южно-Казахстанской области |
| БИИК-СДЮСШ №7 | Роман Заев      | Saller          | Акимат Южно-Казахстанской области |
| Кокше         | Армен Карапетян | Kappa           | Акимат Акмолинской области        |
| ОДЮСШ №2      | Данияр Каирбаев | Adidas          | Акимат Актюбинской области        |
| СШВСМ-Барыс   | Борис Емелин    | Saller          | Акимат Алматы                     |

## Турнирная таблица

### Таблица
| М | Команда       | И  | В  | Н | П  | Мячи    | ±    | О  | Примечания                                          |
| - | ------------- | -- | -- | - | -- | ------- | ---- | -- | --------------------------------------------------- |
| 1 | БИИК-Казыгурт | 16 | 16 | 0 | 0  | 112 − 4 | +108 | 48 | Клуб участвующий в Лига чемпионов УЕФА среди женщин |
| 2 | СШВСМ-Барыс   | 16 | 8  | 3 | 5  | 41 − 21 | +20  | 27 |                                                     |
| 3 | Кокше         | 16 | 5  | 5 | 6  | 32 − 24 | +8   | 20 |                                                     |
| 4 | БИИК-СДЮСШ №7 | 16 | 4  | 2 | 10 | 26 − 55 | −29  | 14 |                                                     |
| 5 | ОДЮСШ №2      | 16 | 2  | 0 | 14 | 9 − 116 | −107 | 6  |                                                     |

И — игры, В — выигрыши, Н — ничьи, П — проигрыши, Мячи — забитые и пропущенные голы, ± — разница голов, О — очки

### Результаты матчей
| Команда        | БИК                | БСД             | КОК             | ОДС                | СШБ             |
| -------------- | ------------------ | --------------- | --------------- | ------------------ | --------------- |
| БИИК-Казыгурт  |                    | 9-1 4-0 9-1 7-0 | 1-0 3-0 2-1 6-1 | 19-0 16-0 8-0 12-0 | 3-0 5-0 3-0 5-0 |
| БИИК-СДЮШОР №7 | 1-9 0-4 1-9 0-7    |                 | 0-1 0-0 0-7 3-3 | 8-3 3-0 2-0 7-0    | 0-3 1-2 0-4     |
| Кокше          | 0-1 0-3 1-2 1-6    | 1-0 0-0 7-0 3-3 |                 | 0-3 9-0 6-0        | 2-2 0-0 1-0 1-1 |
| ОДЮСШ №2       | 0-19 0-16 0-8 0-12 | 3-8 0-3 0-2 0-7 | 3-0 0-9 0-6     |                    | 0-5 0-6 0-10    |
| СШВСМ-Барыс    | 0-3 0-5 0-3 0-5    | 3-0 2-1 4-0     | 2-2 0-0 0-1 1-1 | 5-0 6-0 10-0       |                 |

## Бомбардиры
| Место | Игрок                  | Клуб          | Голы*  |
| ----- | ---------------------- | ------------- | ------ |
| 1     | Гульнара Габелия       | БИИК-Казыгурт | 30     |
| 2     | Адуле Чарити           | БИИК-Казыгурт | 28 (2) |
| 3     | Десири Монсиваис       | БИИК-Казыгурт | 23     |
| 4     | Светлана Бортникова    | БИИК-СДЮСШ №7 | 12     |
| 5     | Бегаим Киргизбаева     | СШВСМ-Барыс   | 9      |
| 6     | Сауле Карибаева        | БИИК-Казыгурт | 7      |
| 6     | Юлия Николаенко        | Кокше         | 7      |
| 8     | Айгерим Алимбозова     | СШВСМ-Барыс   | 7 (1)  |
| 9     | Эльвира Апсеитова      | СШВСМ-Барыс   | 6      |
| 10    | Адиля Вылданова        | БИИК-Казыгурт | 5      |
| 10    | Камила Кульмагамбетова | Кокше         | 5      |

* в скобках — голы, забитые с пенальти.

## Рекорды в чемпионате
| - Самая крупная победа хозяев (+19): - 04/06/2015 «БИИК-Казыгурт» 19:0 «ОДЮСШ №2» - Самая крупная победа гостей (+12): - 07/07/2015 «ОДЮСШ №2» 0:12 «БИИК-Казыгурт» - Наибольшее количество голов в одном матче, забитых одной командой (19): - 04/06/2015 «БИИК-Казыгурт» 19:0 «ОДЮСШ №2» - Наибольшее число голов в одном матче (19): - 04/06/2015 «БИИК-Казыгурт» 19:0 «ОДЮСШ №2» | - Наибольшее количество зрителей (250): - 25/06/2015 «БИИК-СДЮШОР №7» 0:3 «СШВСМ-Барыс» - Наименьшее количество зрителей (30): - 11/05/2015 «БИИК-СДЮШОР №7» 8:3 «ОДЮСШ №2» - 13/05/2015 «БИИК-СДЮШОР №7» 3:0 «ОДЮСШ №2» |